# Bùi Đình Túy
Bùi Đình Túy (1914-1967), bút danh Đinh Thúy, là một nhà báo ảnh Việt Nam.

## Thân thế
Ông sinh ngày 12 tháng 2 năm 1914 tại xã Cảnh Dương, huyện Quảng Trạch, tỉnh Quảng Bình. Năm 1935, ông ra Hà Nội học các khóa nhiếp ảnh và vẽ ở trường Bách Nghệ. Năm 1936, Bùi Đình Túy tham gia nhóm sinh viên bãi khóa ủng hộ cho Mặt trận Dân chủ Đông Dương và bị đuổi học. Sau đó ông vào Sài Gòn sinh sống, làm các nghề tự do như thợ vẽ, thợ sơn, thợ chụp hình, từng làm việc cho rạp chiếu phim Indochine Cinema với vai trò một họa sĩ và tại một văn phòng nhiếp ảnh tư nhân. Thời gian này, ông bí mật tham gia phong trào Việt Minh và hoạt động tại khu vực Sài Gòn - Chợ Lớn.
Cách mạng tháng Tám 1945, ông tham gia hoạt động cho chính quyền Việt Minh. Khi Pháp nổ súng tái chiếm Nam Bộ, ông tham gia Kháng chiến chống Pháp ở Sài Gòn, được phân công phụ trách công tác nhiếp ảnh của Sở Thông tin Sài Gòn, làm phóng viên báo Cảm tử của Đặc khu Sài Gòn - Chợ Lớn với bút danh là Đinh Thúy. Tháng 11 năm 1948, ông được kết nạp vào Đảng Cộng sản Đông Dương.
Năm 1954, ông tập kết ra Bắc và làm phóng viên ảnh công tác tại Thông tấn xã Việt Nam. Năm 1957, ông giữ chức Phó Chủ nhiệm Phân xã nhiếp ảnh đầu tiên của Thông tấn xã Việt Nam. Năm 1961, ông cùng một số đồng nghiệp được cử sang Cộng hòa Dân chủ Đức tham gia khóa học ảnh màu, sau đó về nước và trở thành một trong những phóng viên ảnh màu đầu tiên tại Việt Nam, với nhiều bức ảnh được nhiều người biết đến.
Năm 1965, ông được điều động vào Nam làm phóng viên chiến trường, đồng thời giữ chức Phó tiểu ban Thông tấn xã Giải phóng, một phân nhánh không chính thức của Thông tấn xã Việt Nam tại miền Nam. Ngày 21 tháng 9 năm 1967, trong một cuộc đánh bom của không quân Mỹ tại Trảng Dầu, tỉnh Bình Long, ông trúng bom tử thương sau khi tường thuật diễn biến Đại hội anh hùng chiến sĩ thi đua toàn quốc lần thứ hai.

## Di sản
Bùi Đình Túy để lại những tấm ảnh lịch sử như ảnh quân đội kháng chiến Việt Nam đánh chiếm một xe bọc thép của quân Pháp trong chiến dịch Sài Gòn đầu (năm 1950), ảnh máy bay quân Pháp bị quân kháng chiến bắn rơi ngay trên đường Lý Văn Mạnh - Chợ Lớn (tháng 3 năm 1950), ảnh Chủ tịch Hồ Chí Minh gắn Huân chương sao vàng cho ông Tôn Đức Thắng (ngày 19 tháng 8 năm 1958), nhân dịp ông Tôn Đức Thắng tròn 70 tuổi...
Tại Thành phố Hồ Chí Minh có một con đường và một cây cầu mang tên ông.